# بيرناردينو غونزاليس رويز
بيرناردينو غونزاليس رويز (بالإسبانية: Bernardino González Ruiz)‏ هو دبلوماسي بنمي، ولد في 11 يناير 1911 في لاس تابلاس، لوس سانتوس ‏ في بنما، وتوفي في 15 مارس 2012 في بنما.